# Fort Dearborn

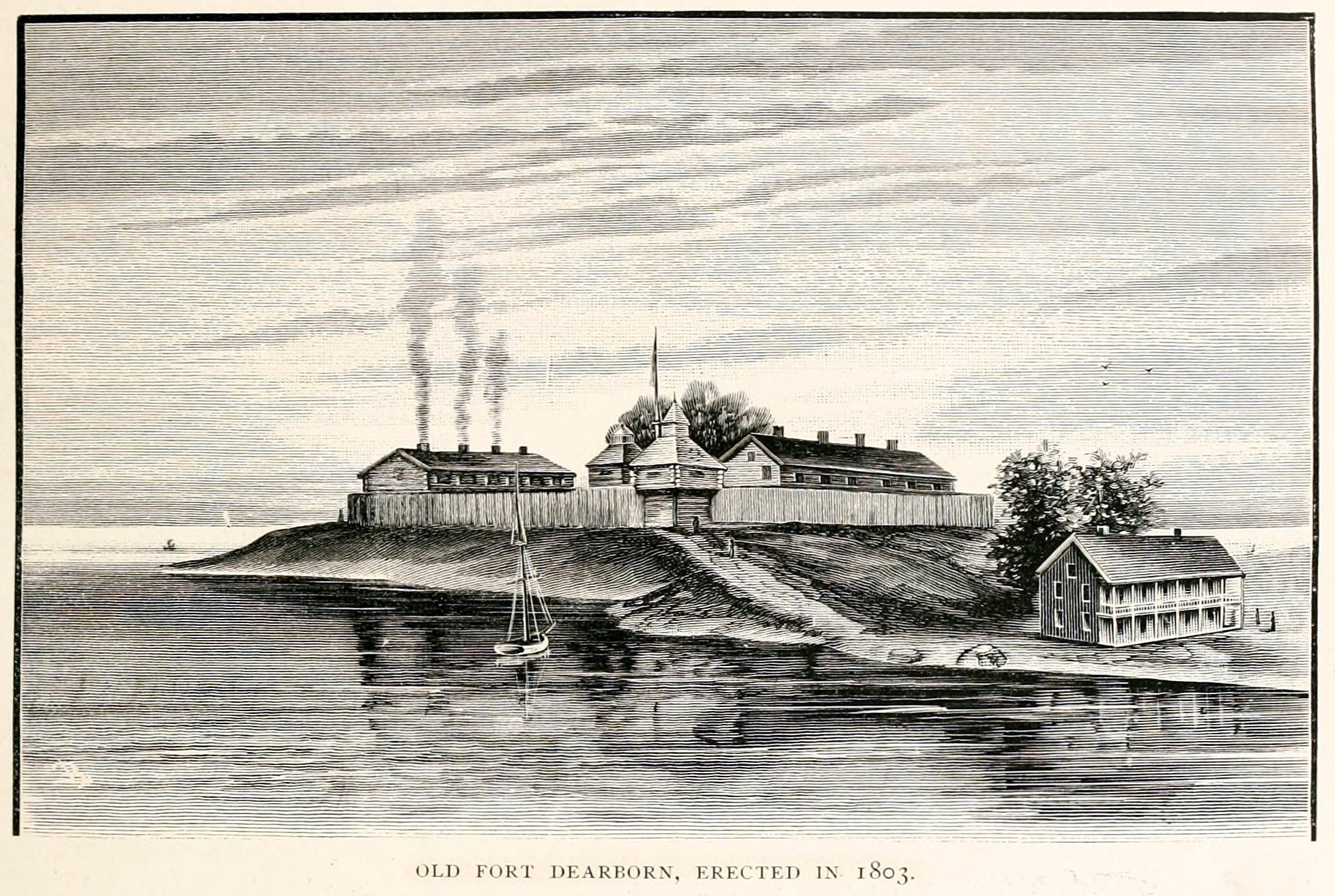
Fort Dearborn en 1803 (Chicago Historical Society).

Fort Dearborn était un fort américain baptisé en l'honneur d'Henry Dearborn et construit en 1803 au sud de l'embouchure de la rivière Chicago, sur le site actuel de la ville de Chicago. La place du fort est aujourd'hui protégée au titre des Chicago Landmarks (CL) et fait partie du quartier historique de Michigan–Wacker Historic District.

## Histoire
Avec le traité de Greenville (1795), les Amérindiens doivent céder les terres situées à proximité de l'estuaire de la rivière Chicago. En 1803, l'achat des immenses territoires de la Louisiane française par les États-Unis renforce l'importance stratégique du lieu. La même année, le capitaine John Whistler arrive sur le site avec l'intention d'ériger un fort. Ce dernier en assurera le commandement jusqu'en 1810 date à laquelle il fut remplacé par le capitaine Nathan Heald. Le bâtiment est terminé vers 1808 et accueille les familles des soldats américains. Un bourg se développe rapidement au sud du fort, où vivent des marchands et des artisans.
Pendant la Guerre de 1812 qui opposa les États-Unis à la Grande-Bretagne, le général américain William Hull ordonna l'abandon du Fort Dearborn en août au profit des Britanniques. Mais les troupes américaines, lors de leur évacuation du fort, furent massacrées par les Amérindiens Potawatomi, qui l'incendièrent. Une fois la guerre terminée, un nouveau fort fut construit en 1816, entouré d'une double palissade en bois. Il protégea la population au cours de la guerre de Black Hawk en 1832. Il fut en partie démoli pour l'aménagement d'un canal sur la rivière Chicago en 1832. Vers 1840, il fut abandonné par les militaires et ne résista pas aux incendies de 1857 et 1871.
Un timbre de 1833 représente le fort, dont l'emplacement est indiqué aujourd'hui par une plaque commémorative (au coin de Michigan Avenue et Wacker Drive). On peut voir quelques vestiges du fort dans le musée d'histoire de Chicago (Chicago Historical Society).